# Бондарчук, Пётр Фёдорович
Пётр Фёдорович Бондарчук (19.02.1911, Брестская область — 15.09.1996, Брестская область) — стрелок 275-го стрелкового полка 117-й стрелковой дивизии 69-й армии, рядовой.

## Биография
Родился 19 февраля 1911 года в деревне Заборовцы Пинского района Брестской области . Белорус. Окончил начальную среднюю школу. Работал в колхозе.
В армии с 1944 года. Участник Великой Отечественной войны с августа 1944 года в должности стрелка 275-го стрелкового полка.
Отличился в боях в начале февраля 1945 года. Двое суток отбивал вражеские контратаки, удерживая захваченный рубеж до подхода основных сил батальона. 12 февраля 1945 года в бою за северо-восточное предместье города Познань подавил вражескую огневую точку, препятствовавшую продвижению нашей пехоты. 22 февраля 1945 года награждён орденом Славы 3-й степени. Награду отважному солдату вручил лично командир 117-й стрелковой дивизии генерал-майор Е. Г. Коберидзе.
В феврале 1945 года в бою за Познань первым ворвался в здание школы, превращённое в опорный пункт, и гранатой уничтожил пулемёт и 7 противников. 26 февраля 1945 года награждён орденом Славы 3-й степени. 19 августа 1955 года перенаграждён орденом Славы 2-й степени.
В бою 14 февраля 1945 года за здание в Познани скрытно пробрался к нему и гранатами подавил вражескую огневую точку. Был тяжело ранен.
Указом Президиума Верховного Совета СССР от 6 ноября 1947 года рядовой Бондарчук Пётр Фёдорович награждён орденом Славы 3-й степени. 19 августа 1955 года перенаграждён орденом Славы 1-й степени.
В 1945 году рядовой Ф. П. Бондарчук демобилизован. Жил в деревне Вулька-Лавская Пинского района Брестской области. Работал плотником в колхозе. Умер 15 сентября 1996 года.
Награждён орденами Отечественной войны 1-й степени, Славы 3-х степеней, медалями.